# Gnetum oxycarpum
Gnetum oxycarpum là một loài thực vật hạt trần trong họ Gnetaceae. Loài này được Ridl. mô tả khoa học đầu tiên năm 1926.